# 粗丝木
粗丝木（学名：Gomphandra tetrandra）为茶茱萸科粗丝木属下的一个种。

## 扩展阅读
維基物種上的相關：粗丝木